# Leonard Brodersen
Leonard Brodersen (* 17. Mai 2003) ist ein deutscher Fußballspieler.

## Karriere
Leonard Brodersen erlernte das Fußballspielen in den Jugendmannschaften vom HEBC Hamburg, Eimsbütteler TV, FC St. Pauli, Hamburger SV, Niendorfer TSV, Onehunga Sports und Holstein Kiel. Mit der U19-Mannschaft von Holstein Kiel spielte er zwölfmal in der A-Junioren-Bundesliga. Mit der zweiten Mannschaft von Holstein Kiel spielte er zweimal in der Endrunde der Regionalliga Nord. 
Im August 2022 zog es ihn nach Japan. Hier unterschrieb er einen Vertrag beim Zweitligisten Mito Hollyhock. Sein Zweitligadebüt für den Verein aus Mito gab Leonard Brodersen am 21. September 2022 (31. Spieltag) im Heimspiel gegen Tokyo Verdy. Bei der 1:2-Heimniederlage stand er in der Startelf und wurde nach der Halbzeitpause gegen Takumi Kusumoto ausgewechselt. 
Nach der Saison kehrte er wieder nach Deutschland zurück. Hier unterschrieb er im Januar 2023 einen Vertrag beim FC Teutonia 05 Ottensen in Hamburg. Mit dem Verein aus dem Stadtteil Ottensen spielte er in der Regionalliga Nord. 
Zu Beginn der Saison 2024/25 wechselte Brodersen zur U23 von Fortuna Düsseldorf in die Regionalliga West. Ende März 2025 stand er unter Daniel Thioune erstmals in der 2. Bundesliga im Spieltagskader, wurde allerdings nicht eingewechselt.

## Persönliches
Sein älterer Bruder Svend (* 1997) ist ebenfalls Fußballspieler.